# Тульское сельское поселение (Адыгея)
Тульское сельское поселение — муниципальное образование в составе Майкопского муниципального района Республики Адыгея России. До 1 января 2012 года муниципальное образование имело статус городского поселения.
Административный центр — посёлок Тульский.

## История
1 января 2012 года Тульское городское поселение приобрело статус сельского поселения.

## Население
| 2002    | 2010    | 2011    | 2012    | 2013    | 2014    | 2015    |
| ------- | ------- | ------- | ------- | ------- | ------- | ------- |
| 10 500  | ↗10 746 | ↗10 750 | ↘10 748 | ↗10 838 | ↗10 893 | ↘10 875 |
| 2016    | 2017    | 2018    | 2019    | 2020    | 2021    | 2023    |
| ↘10 870 | ↗10 887 | ↗10 985 | ↗11 018 | ↗11 241 | ↘11 118 | ↗11 157 |
| 2024    |         |         |         |         |         |         |
| ↗11 174 |         |         |         |         |         |         |

## Состав сельского поселения
| № | Населённый пункт | Тип населённого пункта          | Население |
| - | ---------------- | ------------------------------- | --------- |
| 1 | Тульский         | посёлок, административный центр | ↗11 168   |
| 2 | Махошеполяна     | село                            | →6        |

## Национальный состав
По переписи населения 2010 года из 10 746 проживающих в поселении 10 562 человек указали свою национальность
| Национальность | %       | Численность |
| -------------- | ------- | ----------- |
| Русские        | 79,81 % | 8 430       |
| Армяне         | 12,68 % | 1 339       |
| Украинцы       | 1,50 %  | 158         |
| Адыгейцы       | 1,18 %  | 125         |
| Цыгане         | 1,18 %  | 125         |
| Немцы          | 0,64 %  | 68          |
| Курды          | 0,56 %  | 59          |
| Татары         | 0,44 %  | 47          |
| Белорусы       | 0,40 %  | 42          |
| Чеченцы        | 0,19 %  | 20          |

По данным переписи населения 2021 года из 11118 проживающих в сельском поселении, 10270 человека указали свою национальность
:
| Народ           | Численность, чел. | Доля от населения, % |
| --------------- | ----------------- | -------------------- |
| Русские         | 8 671             | 84,43 %              |
| Армяне          | 1 074             | 10,45 %              |
| Адыги (Черкесы) | 128               | 1,24 %               |